# Markus Ferber
Markus Ferber (ur. 15 stycznia 1965 w Augsburgu) – niemiecki polityk i inżynier, poseł do Parlamentu Europejskiego IV, V, VI, VII, VIII, IX i X kadencji.

## Życiorys
Ukończył w 1990 studia inżynierskie z zakresu elektrotechniki na Uniwersytecie Technicznym w Monachium. Pracował do 1994 w zawodzie inżyniera i konstruktora.
Od 1990 do 1999 był radnym miejscowości Bobingen, w 1996 zasiadł w radzie okręgu Augsburg. Wstąpił do Unii Chrześcijańsko-Społecznej w Bawarii, objął funkcję przewodniczącego jej struktur w Augsburgu, a w 1999 także grupy europejskiej CSU.
W 1994 po raz pierwszy uzyskał mandat deputowanego do Parlamentu Europejskiego. W 1999, 2004, 2009, 2014, 2019 i 2024 odnawiał go na kolejne kadencje, powoływany w skład prezydium frakcji chadeckich w PE.
Odznaczony Orderem Zasługi Republiki Federalnej Niemiec.